# Jalón (topografía)

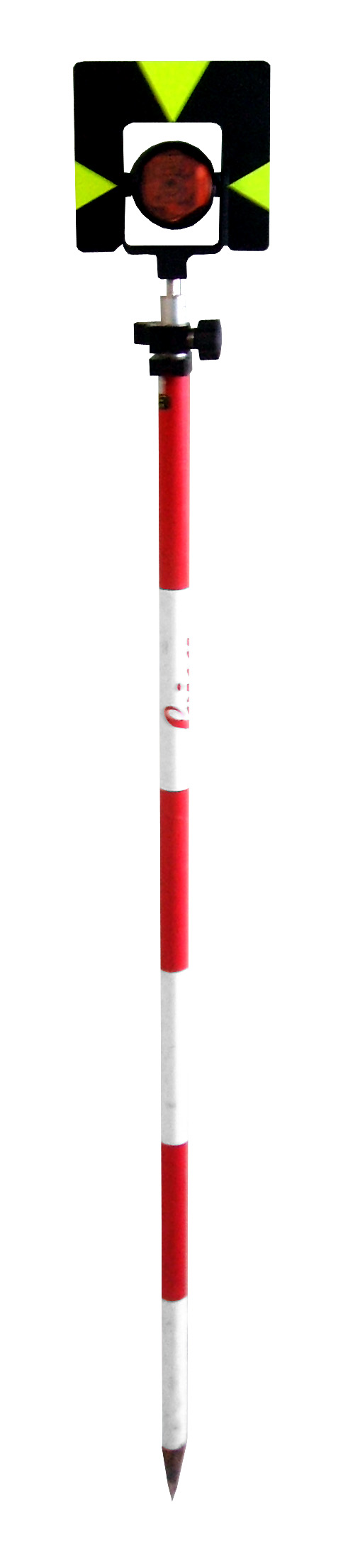
Baliza con prisma montado

Un jalón (una baliza) es un accesorio para realizar mediciones con instrumentos topográficos, originalmente una vara larga de madera, de sección cilíndrica, donde se monta un prismática en la parte superior, y rematada por un regatón de acero en la parte inferior, por donde se clava en el terreno.
En la actualidad, se fabrican en aluminio, chapa de acero o fibra de carbono, en tramos de 1,50 m o 1,00 m de largo, enchufables mediante los regatones o roscables entre sí para conformar un jalón de mayor altura y permitir una mejor visibilidad en zonas boscosas o con fuertes desniveles.[cita requerida]
Algunos se encuentran pintados (los de acero) o conformados (los de fibra de vidrio) con franjas, alternadas generalmente de color rojo y blanco de 25 cm de longitud alternados entre sí, para que el observador pueda tener mayor visibilidad del objetivo. Los colores obedecen a una mejor visualización en el terreno y el ancho de las franjas se usaba para medir en forma aproximada mediante estadimetría. Los jalones se utilizan para marcar puntos fijos en el levantamiento de planos topográficos, para trazar alineaciones, para determinar las bases y para marcar puntos particulares sobre el terreno. Habitualmente, son un medio auxiliar al teodolito, la brújula, el sextante u otros instrumentos de medición electrónicos como la estación total.